# フォーダム・ロード駅 (INDコンコース線)
フォーダム・ロード駅 (英語: Fordham Road) はニューヨーク市地下鉄INDコンコース線の駅である。ブロンクス区フォーダムハイツにあるニューヨーク市最大のショッピング地区、グランド・コンコースとフォーダム・ロードの交差点に位置し、B系統がラッシュ時のみ、D系統が終日停車する。

## 駅構造
| G          | 地上階                                     | 出入口 |
| M          | 改札階                                     | 改札口、駅員詰所、メトロカード自動券売機 |
| P ホーム階 | 北行緩行線                                 | ← ラッシュ時のみ：ベッドフォード・パーク・ブールバード駅行き（キングスブリッジ・ロード駅） ← ラッシュ時以外：ノーウッド-205丁目駅行き（キングスブリッジ・ロード駅）                                                                  |
| P ホーム階 | 島式ホーム、到着番線に応じた側の扉が開く。 | |
| P ホーム階 | 急行線                                     | ← ラッシュ時一部列車：キングスブリッジ・ロード駅行き（終点） ← 夕ラッシュ時：ノーウッド-205丁目駅行き（キングスブリッジ・ロード駅） → 朝ラッシュ時：コニー・アイランド-スティルウェル・アベニュー駅行き（トレモント・アベニュー駅）→ |
| P ホーム階 | 島式ホーム、右側の扉が開く。               | |
| P ホーム階 | \| \| 北端は急行線側と緩行線側で分断 \|    | |
| P ホーム階 | 島式ホーム、左側の扉が開く。               | |
| P ホーム階 | 南行緩行線                                 | → ラッシュ時のみ：ブライトン・ビーチ駅行き（182丁目-183丁目駅）→ ラッシュ時以外：コニー・アイランド-スティルウェル・アベニュー駅行き（182丁目-183丁目駅）→                                                                           |
|            | 北端は急行線側と緩行線側で分断             | |

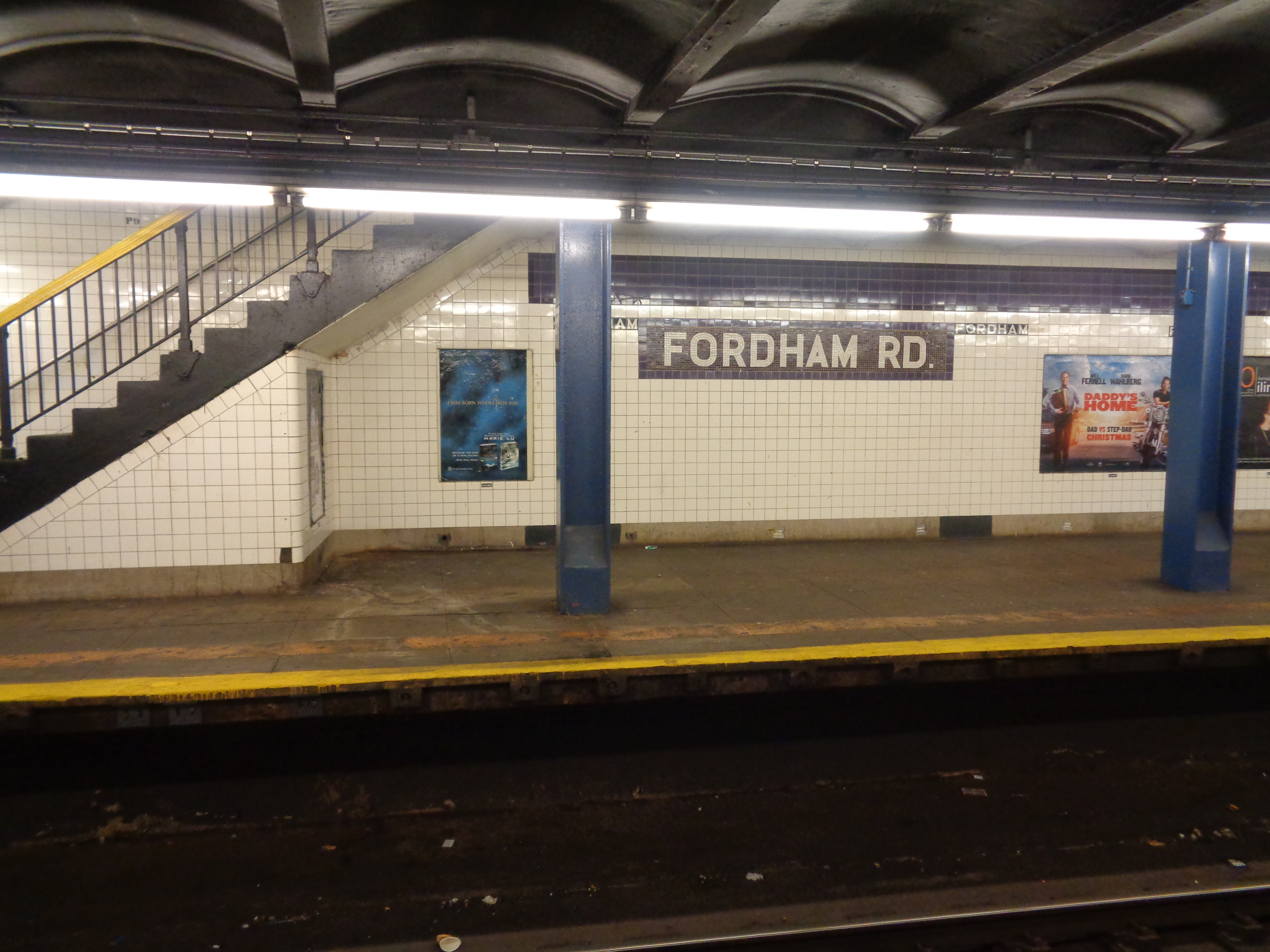
南行ホーム北端急行線側にあるモザイクを用いた絵

当駅は多数の閉鎖された階段や通路があり、INDコンコース線内でも規模が大きな駅の1つである。駅は緩行線2線と急行線1線、島式ホーム2面を有した2面3線の地下駅となっているが、南行ホーム北端は壁により緩行線側と急行線側に分断されている。なお、この駅の建設中には上のグランド・コンコースが通行止めとなるため代替路を地下に作り、その更に下に地下鉄駅を建設した。この代替路は駅の完成後閉鎖されているが、南行ホームを分断している壁の内側にはこの代替路の1つが通っていると考えられている。
駅の改札階の南北にはそれぞれ1ヶ所ずつ、計2ヶ所の改札口がありこれらの東側を改札外の通路が連絡している。フォーダム・ロード側の出入口には南行ホーム緩行線側からはアクセスできず、ラッシュ時以外は必ず全ての乗客が一旦ホーム中央まで歩く必要がある。また、改札階南端には列車運行管理室がある。改札階へは両ホームから6つの階段で接続しており、そのほか閉鎖された階段が北行ホームに2つ、南行ホームに4つある。

### 出入口

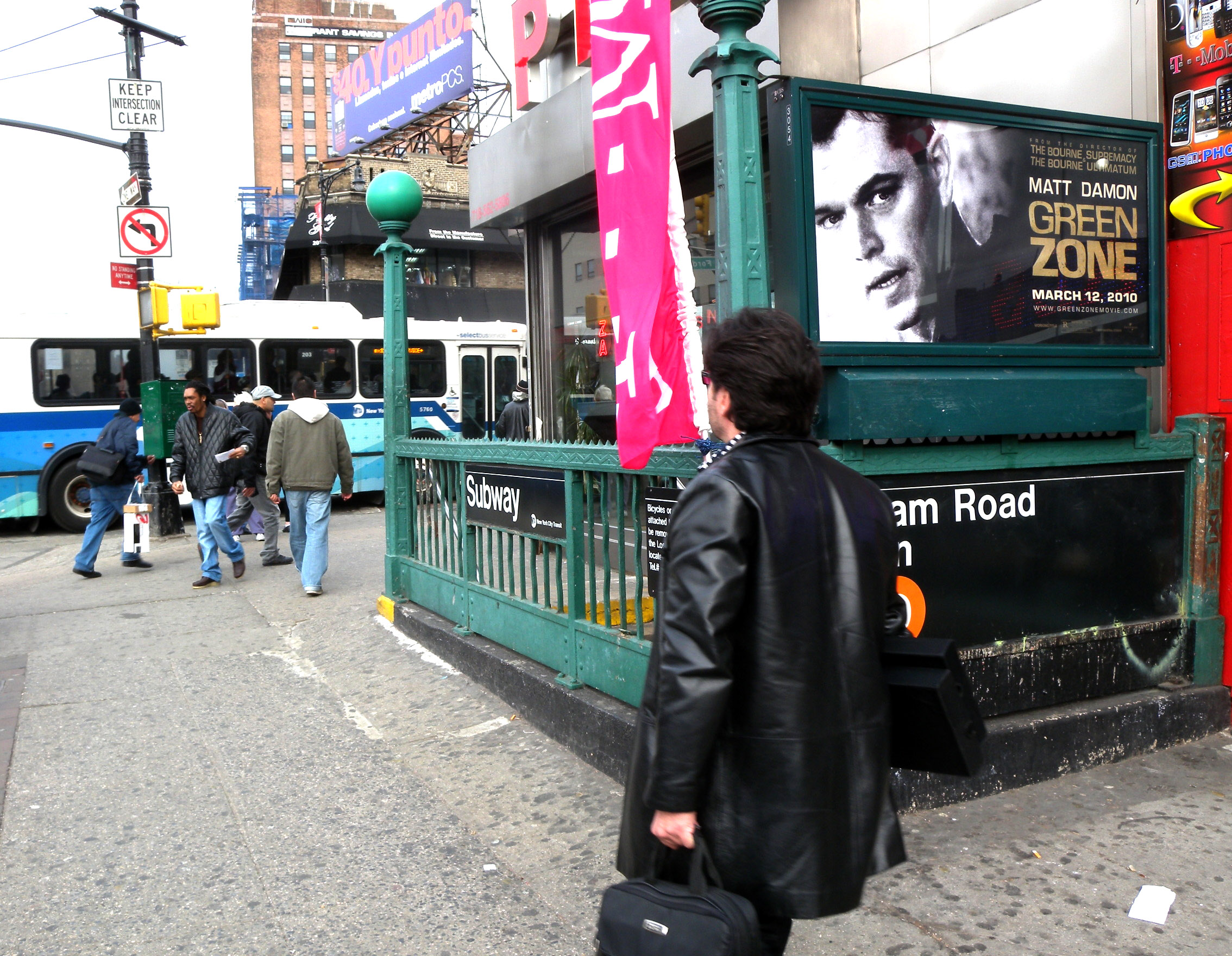
出入口の階段

終日開いており、最も主要な改札口は駅の中央、東188丁目にありきっぷ売り場や通りへの4つ階段を備えている 。なお、通りの西側へ出る2つの階段は一旦短い階段で下に降りた後に通りへと上がる構造となっている。
フォーダム・ロード側にある小さな改札口には回転式改札機と緊急時用の退場用改札機があるが、この緊急時用の物は通常時も頻繁に使用されるために通ると鳴る警報は解除されている。また、こちらの改札口からは長い通路を通った後に地上へと出ることとなる。こちらは以前は一部時間帯のみ開いていた。また、1970年代からこちらの改札口のきっぷ売り場が休止されていたが、2003年8月に正式に閉鎖され完全に撤去されている。
- 階段1つ、グランド・コンコースとフォーダム・ロードの交差点北東[3]。
- 階段1つ、グランド・コンコースとフォーダム・ロードの交差点南東[3]。
- 階段1つ、グランド・コンコースと東188丁目の交差点北東[3]。
- 階段1つ、グランド・コンコースと東188丁目の交差点北西[3]。
- 階段1つ、グランド・コンコースと東188丁目の交差点南東[3]。
- 階段1つ、グランド・コンコースと東188丁目の交差点南西[3]。

なお、これらの他にもかつてグランド・コンコースとフォーダム・ロードの交差点西側に通路と2つの階段があったがこちらは現在閉鎖されている。

## 駅周辺
この駅はフォーダム・ロードのビジネス改善地区に所在し、ウェブスター・アベニューからジェローム・アベニューまで続いているニューヨーク市内3番目のショッピング地区の一部でもある。また、駅のあるグランド・コンコースとフォーダム・ロードの交差点の北西には1933年から1992年までアレクサンダーズデパートという大規模なデパートがあった。このほかフォーダム大学のローズ・ヒルキャンパスの最寄り駅でもある。